# 25127 Laurentbrunetto
25127 Laurentbrunetto è un asteroide della fascia principale. Scoperto nel 1998, presenta un'orbita caratterizzata da un semiasse maggiore pari a 2,8645980 UA e da un'eccentricità di 0,0387763, inclinata di 1,93910° rispetto all'eclittica.